# 중화인민공화국 국가통계국
국가통계국(중국어 간체자: 国家统计局)은 중국 국무원 직속의 부부급 관청이다. 1952년 8월에 설립되었으며, 국가의 경제, 인구 및 사회의 기타 측면에 관한 통계를 수집, 조사, 연구 및 발표하는 책임을 맡고 있다.
캉이는 2022년 3월 3일부터 통계국 국장으로 재직하고 있다.

## 책임
통계국의 권한과 책임은 중화인민공화국 통계법에 명시되어 있다. 이 기관은 국가 전반의 통계를 연구하고 지방 기관의 운영을 감독할 책임이 있다.

## 조직
통계국은 국장 1명, 부국장 여러 명(현재 4명), 수석 방법론자, 수석 경제학자, 수석 정보 책임자가 감독한다. 18개 부서로 구성되어 있으며, 12개의 산하 기관을 감독하고 각 성에 주둔한 32개 조사 기관을 관리한다. 또한 1955년에 설립된 중국 통계 출판사(중국어 간체자: 中国统计出版社)를 운영한다.
국가통계국은 국무원의 승인을 받아 535명의 직원을 두고 있다.

### 국장
- 쉐무차오 (1952년 8월 – 1958년 11월)
- 자치윈 (1958년 11월 – 1961년 6월)
- 왕스화 (1961년 6월 – 1969년 12월)
- 천셴 (1974년 9월 – 1981년 10월)
- 리청루이 (1981년 10월 – 1984년 5월)
- 장사이 (1984년 5월 – 1997년 2월)
- 류훙 (1997년 2월 – 2000년 6월)
- 주즈신 (2000년 6월 – 2003년 3월)
- 리더수이 (2003년 3월 – 2006년 3월)
- 추샤오화 (2006년 3월 – 2006년 10월)
- 셰푸잔 (2006년 10월 – 2008년 9월)
- 마젠탕 (2008년 9월 – 2015년 4월)
- 왕바오안 (2015년 4월 – 2016년 1월)
- 닝지저 (2016년 2월 – 2022년 3월)
- 캉이 (2022년 3월 – 현재)

## 접근
국가경제사회발전통계공보와 중국 통계연감은 통계국의 가장 주목할 만한 출판물이다. 또한 경제, 인구 및 농업에 대한 국가 인구조사를 운영하고 발표한다.

### 인터넷
내셔널 데이터(국가 통계 데이터 저장소)는 통계국에서 운영하며, 중국어 및 영어 인터페이스를 모두 제공한다. 모든 공개 가능한 통계 결과는 월별, 분기별 및 연간 물가 지수 및 산업 통계 등 이 웹사이트를 통해 통계국에서 발표한다.
2018년 12월, 통계국은 중국에 거주하는 연구원들을 위한 신청 기반 시스템을 사용하여 승인된 연구원 및 대학에 상세한 데이터셋을 공개하기 시작했다. 여기에는 제3차 경제총조사, 제6차 인구총조사, 제3차 농업총조사, 2015년 인구 1% 표본조사, 거주자 소득조사, 지정 규모 이상 산업 기업 재무조사 등의 데이터셋이 포함된다.

### 자료실
통계국은 1982년 이래로 통계국이 발행한 모든 연감을 보관하는 자료실도 운영하고 있으며, 일부 파일은 디지털화되지 않아 자료실에서만 접근할 수 있다. 시민들은 주민등록증을 사용하여 자료실에 접근할 수 있다.

## 같이 보기
- 중국의 인구조사
- 중국 마이크로센서스
- 경제통계